# Kytheros (Fluss)
Der Kytheros (altgriechisch Κύθηρος) oder Kytherios (altgriechisch Κυθήριος) war ein Fluss in der Landschaft Elis im antiken Griechenland. Er mündete etwa 40 Stadien von Olympia bei einem Ort namens Herakleia in den Alpheios. Laut Pausanias soll dort eine Quelle den Fluss gespeist haben, an der sich ein Heiligtum befand. Es sei den Nymphen Kalliphaeia, Synallasis, Pegaia und Iasis geweiht, die gemeinsam unter dem Namen Ioniden bekannt sind, benannt nach dem attischen Koloniegründer Ion. Das Wasser der Quelle soll heilende Wirkung gehabt haben. Dem Bericht des Strabon zufolge war es das Wasser des Flusses selbst, das Krankheiten heilen konnte.